# Sankirtan
Sankirtan (z sanskrytu: san „razem” i kirtana „śpiewać imiona Wisznu”) – praktyka kultowa krysznaickiego ruchu religijnego bhakti, polegająca na zbiorowym (i najczęściej publicznym) śpiewaniu świętych imion boga. Szczególnie popularna w ruchu Hare Kryszna.

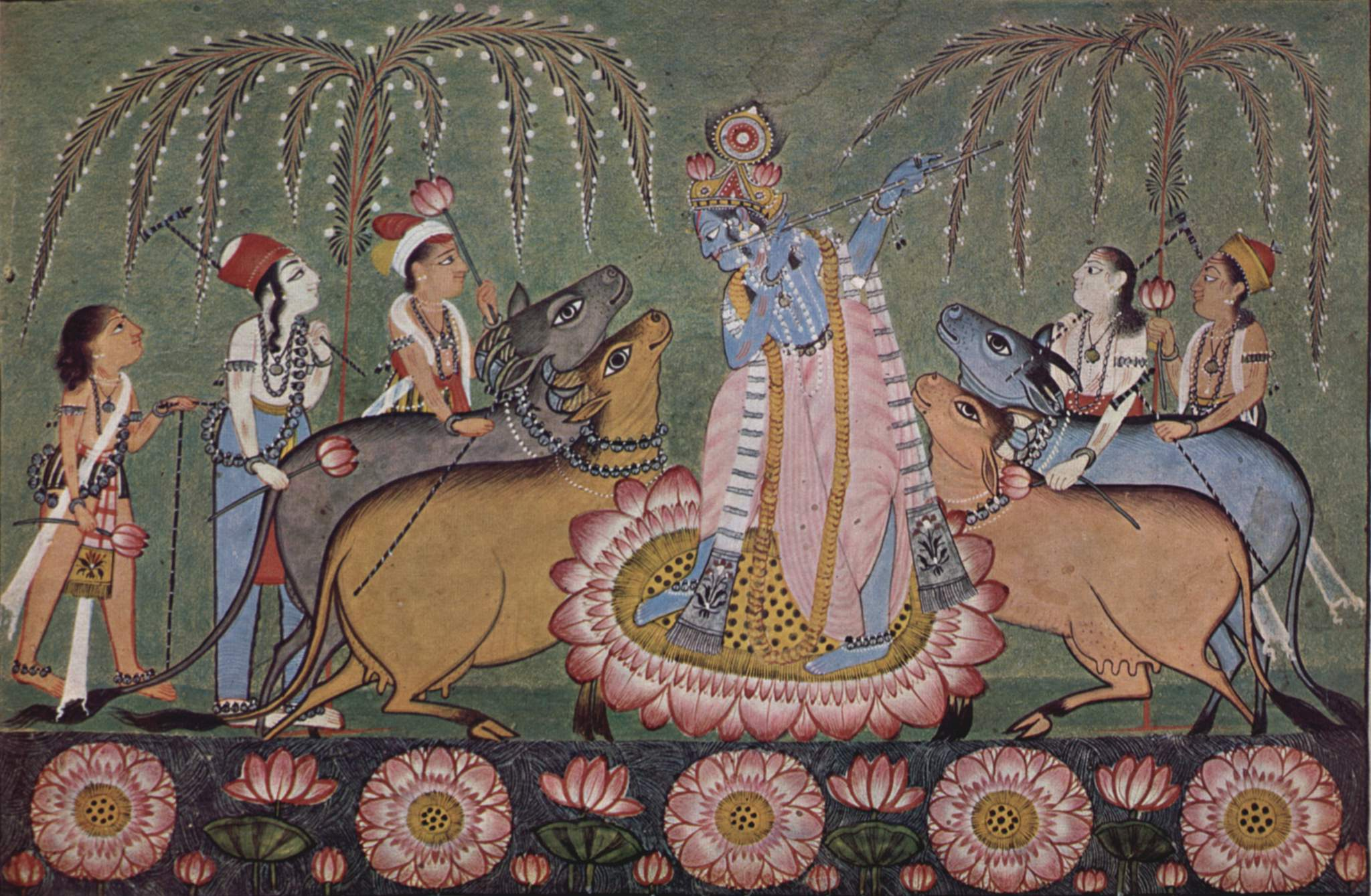
Kryszna grający na flecie (obraz indyjski z XVIII wieku)

Praktykowanie sankirtanu rozpoczął święty i reformator gaudija wisznuizmu – Ćajtanja Mahaprabhu w XVI wieku w Bengalu (Indie wschodnie). Współcześnie sankirtan jest propagowany na całym świecie przez Międzynarodowe Towarzystwo Świadomości Kryszny (ISKCON) i inne ruchy religijne wywodzące się z gaudija wisznuizmu. W ISKCON słowo sankirtan oznacza także rozpowszechnianie pism i książek lub wszelkiego rodzaju propagowanie religii.
Muzycy wisznuizmu nagrali wiele płyt CD, także artyści popowi i rockowi, np. George Harrison, Boy George i Nina Hagen, śpiewali o Krysznie. „Radha-Krsna Nama Sankirtana” to tytuł albumu Alice Coltrane.